# '81秋・全番組総出演!激唱!!オールスター
『'81秋・全番組総出演!激唱!!オールスター』（はちじゅういちあき・ぜんばんぐみそうしゅつえん げきしょう オールスター）は、1981年10月7日（水曜） 19:00 - 20:54 （日本標準時）に日本テレビ系列で特別番組として放送された日本テレビ製作の音楽バラエティ番組である。全1回。

## 概要
日本テレビの人気番組と新番組の出演者たちが一堂に会した改編期特番。3年前まで放送されていた正月特番『日本テレビ番組対抗歌合戦!!』と同様に番組単位でチームを組み、各々が自慢の喉を競いあう歌合戦形式の番組であった。このほかにリポーターが新番組の収録現場に潜入し、その内容を紹介する企画もあった。
司会は、南田洋子と沢田亜矢子が務めた。沢田は『ルックルックこんにちは』チームのメンバーでもあったため、同チームが出場の際には『ズームイン!!朝!』チームのメンバーである徳光和夫（当時日本テレビアナウンサー）が司会を代行した。
歌合戦形式の改編期特番はこれが最初で最後となっており、以後は『スーパークイズスペシャル』や『世界一受けたい授業』といったクイズ形式の特番が主流になる。

## 参加番組
- 花咲け花子（第1期）
- 全日本プロレス中継
- 先生は一年生
- キッド
- お笑いスター誕生!!
- ルックルックこんにちは
- ズームイン!!朝!
- 日曜8時!ドパンチ放送!!
- おてんば宇宙人

以上のほか、『先生は一年生』出演者の榊原郁恵、『キッド』出演者の堺正章、『ズームイン!!朝!』出演者の徳光が敗退した際の受け皿として『ザ・トップテン』チームも用意されていたが、3人それぞれの所属チームが1回戦を突破したことから同番組チームはリタイアとなった。

## 再放送
この特番は、1981年10月24日（土曜） 14:30 - 16:00 に日本テレビで再放送された。ただし90分枠での再放送であったため、オープニングの入場行進と第1回戦の前半映像がカットされた。それに際し、内容縮小のお断りテロップが添えられた。